# 6811 Kashcheev
6811 Kashcheev este un asteroid din centura principală de asteroizi.

## Descriere
6811 Kashcheev este un asteroid din centura principală de asteroizi. A fost descoperit pe 26 august 1976 la Observatorul de Astrofizică din Crimeea de Nikolai Cernîh. El prezintă o orbită caracterizată de o semiaxă mare de 2,40 ua, o excentricitate de 0,21 și o înclinație de 1,7° în raport cu ecliptica.